# Коллине-Металлифере
Колли́не-Металли́фере (итал. Colline Metallifere, дословно — «металлоносные холмы») — холмистая местность в Италии, в области Тоскана.

## Описание
Коллине-Металлифере являются частью тосканских Антиапеннин. С запада они ограничены побережьем Тирренского моря, с остальных сторон ограничены долинами рек Мерсе, Омброне и Чечина. Высочайшая вершина — гора Ле-Корнате (1060 метров, ит.). Холмы не образуют единого орографического целого и представляют собой ряд известняковых горных образований мезозойской и кайнозойской эр, покрытых почвами, относящимися к третичному периоду.
Название холмов происходит от большого количества имеющихся здесь рудных полезных ископаемых — меди, железа, цинка, сурьмы, пиритов. Эти месторождения разрабатывались с древнейших времён и до середины XX века, сегодня бо́льшая их часть заброшена. Основными промышленными центрами были Гаворрано, Кастельнуово-ди-Валь-ди-Чечина, Лардерелло и Масса-Мариттима. На краю местности, в Пьомбино, по-прежнему действуют металлургические производства, однако в настоящее время основной статьёй дохода для местных жителей является туризм. Главные туристические центры: Сиена, Вольтерра, Колле-ди-Валь-д’Эльса, Роккастрада и Фоллоника.